# ClinicalTrials.gov
ClinicalTrials.gov es un registro de ensayos clínicos . Está a cargo de la Biblioteca Nacional de Medicina de los Estados Unidos (NLM) en los Institutos Nacionales de Salud , y es la base de datos de ensayos clínicos más grande, con registros de más de 329 000 ensayos de 209 países.

## Cronología
- 21 de noviembre de 1997 La Ley de Modernización de la Administración de Alimentos y Medicamentos de 1997 exige un registro de ensayos clínicos.[2]
- 29 de febrero de 2000 ClinicalTrials.gov aparece en línea.[2]
- 16 de septiembre de 2004	Las recomendaciones del ICMJE (Recomendaciones para la realización, elaboración de informes, edición y publicación de trabajos académicos en revistas médicas) exigen que las revistas de investigación excluyan los resultados de los ensayos no registrados.[2]
- 27 de septiembre de	2007 La sección 801 de la Ley de Enmiendas de la Administración de Alimentos y Medicamentos de 2007 exige el registro y la sanción por incumplimiento[2]
- 27 de septiembre de 2008 es obligatorio informar los resultados[2]

27 de septiembre de 2009 es obligatorio informar los eventos adversos